# Peterovka dalmatská

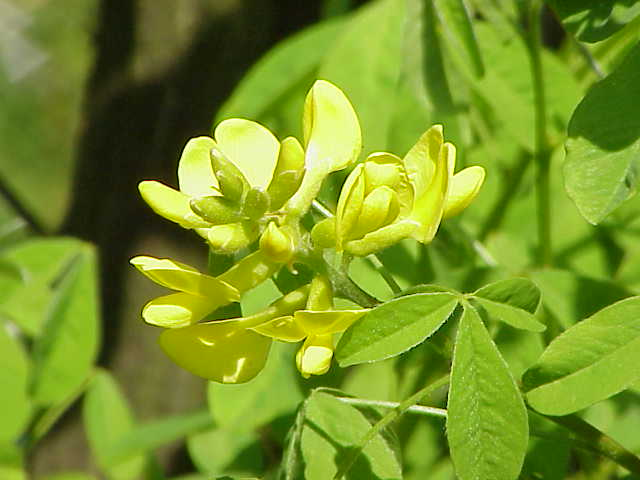
Detail květenství peterovky

Peterovka dalmatská (Petteria ramentacea) je jediný druh rodu peterovka z čeledi bobovité (Fabaceae). Je známa též pod názvem peterovka drobnošupinatá nebo peterie dalmatská. Je to opadavý keř s trojčetnými listy a vzpřímenými hrozny světle žlutých květů. Vyskytuje se pouze na Balkáně, v ČR je zřídka pěstována jako sbírková a okrasná dřevina.

## Popis
Peterovka je opadavý strnule vzpřímený keř dorůstající výšky 1 až 2 metry. Letorosty jsou šedozelené, lysé, s přitiskle bělavě chlupatými pupeny krytými hnědavými vytrvalými palisty. Listy jsou střídavé, trojčetné, dlouze řapíkaté, lysé, složené z 2 až 5 cm dlouhých eliptických, úzce obvejčitých až okrouhlých lístků. Listy jsou na líci tmavě zelené, na rubu světlejší. Květy jsou žluté, motýlovité, vonné, asi 18 mm dlouhé, uspořádavé ve vzpřímených koncových hroznech. Kalich je trubkovitý, dvoupyský, s horním pyskem hluboce rozeklaným a spodním trojzubým. Kvete v květnu a červnu. Lusky jsou ploché, podlouhlé, 4 až 5 cm dlouhé, pukavé. Obsahují 5 až 7 lesklých červenohnědých semen.

## Rozšíření
Peterie se vyskytuje pouze na Balkáně v Dalmácii, Černé Hoře, Istrii a Albánii. Roste na výslunných horských skalnatých svazích.

## Taxonomie
Druh byl popsán v roce 1822 Sieberem pod názvem Cytisus ramentaceus a v roce 1845 přeřazen Preslem do samostatného monotypického rodu Petteria.

## Význam
Peterovka se v České republice celkem zřídka pěstuje jako okrasná a sbírková dřevina. Je vysazena např. v Průhonickém parku a v Botanické zahradě UK Na Slupi.

## Pěstování
Rostlina vyžaduje suché a teplé stanoviště. Daří se jí v každé dobré propustné půdě. V tužších zimách omrzá, na jaře však opět vyraší. Množí se výsevem předem namočených semen nebo roubováním na podnož štědřence odvislého nebo čimišníku stromovitého.